# Korea Hydro & Nuclear Power
Korea Hydro & Nuclear Power Co., Ltd., förkortat KHNP, är en sydkoreansk elproducent som är dotterbolag till Korea Electric Power Corporation. KHNP äger och driver fem kärnkraftverk i Sydkorea, ett flertal vattenkraftverk samt sol- och vindkraftsparker.

## Kraftverk

### Kärnkraft
- Kori kärnkraftverk, Gijang-gun
- Hanul kärnkraftverk, Uljin-gun
- Wolseong kärnkraftverk, Yangnam-myeon
- Hanbit kärnkraftverk, Yeonggwang-gun
- Saeul kärnkraftverk, Ulju-gun